# Carrousel (album)
Carrousel is het zevende album van Diggy Dex.

## Tracklist
| Nr. | Titel                          | Schrijver(s)                                                      | Duur |
| --- | ------------------------------ | ----------------------------------------------------------------- | ---- |
| 1.  | Ballade Van De Noordoosterwind | Diggy Dex, Marcel Tegelaar, Martijn Konijnenburg, Rene van Mierlo | 3:12 |
| 2.  | Carrousel                      | Diggy Dex, Marcel Tegelaar, Martijn Konijnenburg, Rene van Mierlo | 2:31 |
| 3.  | Jonathan (met Wulf)            | Diggy Dex, Marcel Tegelaar, Rene van Mierlo                       | 2:38 |
| 4.  | Wie Je Bent                    | Diggy Dex, Marcel Tegelaar, Rene van Mierlo                       | 2:52 |
| 5.  | Lampedusa                      | Christophe Maé, Felipe Saldivia, Paul Ecole                       | 3:41 |
| 6.  | Zegt Dit Lied Genoeg           | Diggy Dex, Marcel Tegelaar, Rene van Mierlo                       | 3:11 |
| 7.  | Dragen                         | Diggy Dex, Marcel Tegelaar, Rene van Mierlo                       | 4:17 |
| 8.  | Waarom Wachten                 | JW Roy, Diggy Dex, Marcel Tegelaar, Rene van Mierlo               | 2:56 |
| 9.  | Luister Pa                     | Diggy Dex, Marcel Tegelaar, Rene van Mierlo                       | 3:01 |
| 10. | Af En Toe                      | Leon Palmen, Diggy Dex, Marcel Tegelaar, Rene van Mierlo          | 3:12 |
| 11. | Al Thuis                       | JW Roy, Diggy Dex, Okke Punt                                      | 3:06 |

## Muziek en lyrics
Rond het uitbrengen van het album, publiceerde Diggy Dex ook de podcastserie Carrousel De Podcast. In deze podcast besprak hij samen met de andere schrijvers in elke aflevering een track van het album.

## Recensies
Muziekkrant OOR omschreef het als "Geen bijzonder uitdagende luisterervaring, wel een piekfijne en bovenal oprechte popplaat."